# Giải Roswitha

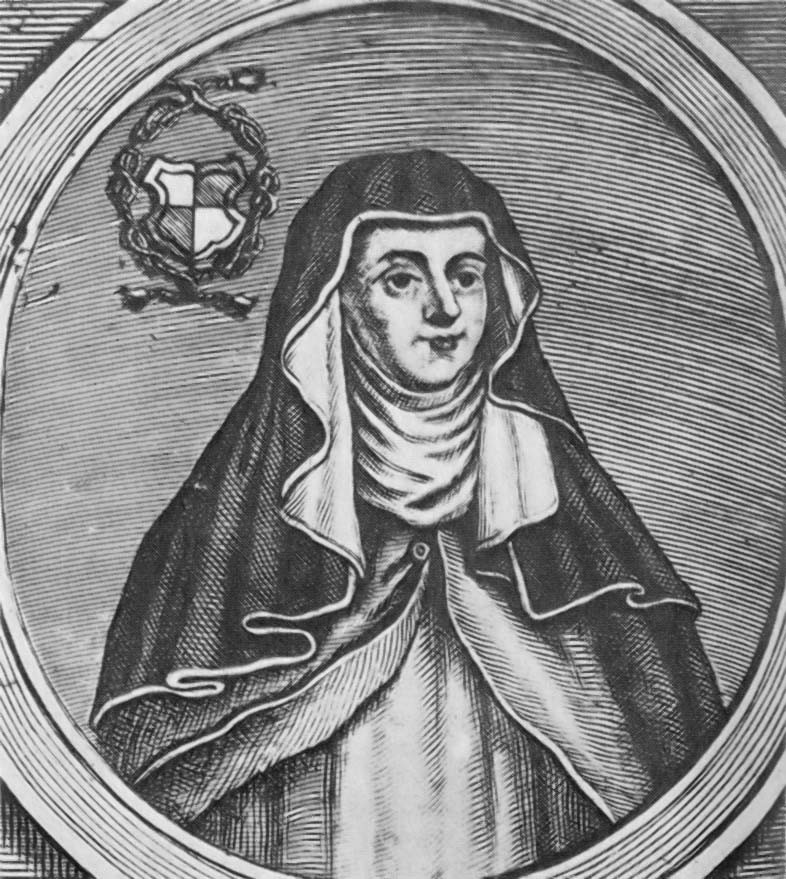
Nữ tu Roswitha

Giải Roswitha (tiếng Đức: "Roswitha-Preis") là giải thưởng văn học lâu đời nhất của Đức dành riêng cho phụ nữ ở châu Âu có những tác phẩm xuất sắc thuộc mọi thể loại văn học.
Giải này được thành phố Bad Gandersheim (bang Niedersachsen) thiết lập năm 1973, gọi là "Huy chương Roswitha"., đặt theo tên nữ tu dòng Biển Đức Hvrotsvit (tiếng Latin: Hvrotsvitha Gandeshemensis, hiện đại hóa là Roswitha von Gandersheim, khoảng năm 935 – sau năm 973), nhà thơ và kịch tác gia nữ đầu tiên của Đức.
Tới năm 1998, giải được đặt tên lại là "Giải Roswitha", kèm theo khoản tiền thưởng là 5.500 euro.

## Những người đoạt giải
| - 1973 Marie Luise Kaschnitz - 1974 Hilde Domin - 1975 Ilse Aichinger - 1976 Elisabeth Borchers - 1977 Dagmar Nick - 1978 Elfriede Jelinek - 1979 Luise Rinser - 1980 Rose Ausländer - 1981 Hilde Spiel - 1982 Friederike Mayröcker - 1983 Sarah Kirsch | - 1984 Greta Schoon - 1985 Irmtraud Morgner - 1986 Ulla Hahn - 1987 Irina Korschunow - 1988 Gerlind Reinshagen - 1989 Helga M. Novak - 1990 Herta Müller - 1991 keine Verleihung - 1992 Helga Königsdorf - 1993 Christa Reinig - 1994 Monika Maron | - 1995 Libuše Moníková - 1996 Gisela von Wysocki - 1997 keine Verleihung - 1998 Carola Stern - 1999 Birgit Vanderbeke - 2000 Silvia Bovenschen - 2001 Erika Fuchs - 2002 Katja Lange-Müller - 2003 Antje Rávic Strubel - 2004 Angelika Klüssendorf - 2005 Julia Franck | - 2006 Ruth Klüger - 2007 Felicitas Hoppe - 2008 Cornelia Funke - 2009 keine Verleihung - 2010 Anna Katharina Hahn - 2011 Olga Borissowna Martynowa - 2012 Elke Erb - 2013 Ulrike Draesner - 2014 Gertrud Leutenegger |